# Oumar Sylla
Oumar Sylla (Senegal, 11 de septiembre de 1988 - París, 26 de enero de 2015) fue un futbolista senegalés, nacionalizado francés, que jugaba en la demarcación de centrocampista.

## Biografía
Debutó como futbolista en 2006 con el US Quevilly a manos del entrenador Christophe Canteloup. Permaneció en el club durante dos años, hasta que en 2008 el US Raonnaise se hiciera con sus servicios. Posteriormente, tras un breve paso por el CSO Amnéville, en 2013 fichó por el F91 Dudelange de la División Nacional de Luxemburgo. Con el club ganó el título de liga en 2014, y llegó a la final de la Copa de Luxemburgo el mismo año. Además disputó la segunda ronda previa de la Liga de Campeones de la UEFA 2014-15 contra el PFC Ludogorets Razgrad.
Falleció el 26 de enero de 2015 en París, tras no lograr superar el cáncer que padecía con tan solo 26 años de edad.

## Clubes
| Club          | País       | Año         | Partidos | Goles |
| ------------- | ---------- | ----------- | -------- | ----- |
| US Quevilly   | Francia    | 2006 - 2007 | 1        | 0     |
| US Quevilly   | Francia    | 2007 - 2008 | 1        | 0     |
| US Raonnaise  | Francia    | 2008 - 2009 | 22       | 1     |
| US Raonnaise  | Francia    | 2009 - 2010 | 21       | 0     |
| US Raonnaise  | Francia    | 2010 - 2011 | 20       | 1     |
| CSO Amnéville | Francia    | 2011 - 2012 | 26       | 3     |
| CSO Amnéville | Francia    | 2012 - 2013 | 29       | 3     |
| F91 Dudelange | Luxemburgo | 2013 - 2014 | 14       | 2     |
| F91 Dudelange | Luxemburgo | 2014 - 2015 | 2        | 0     |
| TOTAL         | TOTAL      | TOTAL       | 136      | 10    |

## Palmarés

### Campeonatos nacionales
| Título                          | Club          | País       | Año  |
| ------------------------------- | ------------- | ---------- | ---- |
| División Nacional de Luxemburgo | F91 Dudelange | Luxemburgo | 2014 |